# 8479 Held
8479 Held eller 1987 HD2 är en asteroid i huvudbältet som upptäcktes den 29 april 1987 av den tjeckiske astronomen Antonín Mrkos vid Kleť-observatoriet i Tjeckien. Den är uppkallad efter Alexander Held.
Asteroiden har en diameter på ungefär 5 kilometer.